# Ulrik Jansson
Ulrik Jansson (2 de fevereiro de 1968) é um ex-futebolista sueco que atuava como meio-campo.

## Carreira
Jansson competiu na Copa do Mundo FIFA de 1990, sediada na Itália, na qual a seleção de seu país terminou na vigésima primeira colocação dentre os 24 participantes.